# Hope Lange
Pour les articles homonymes, voir Lange.
Hope Lange est une actrice américaine, née le 28 novembre 1933 à Redding, Connecticut (États-Unis), et morte le 19 décembre 2003 à Santa Monica (Californie).

## Biographie

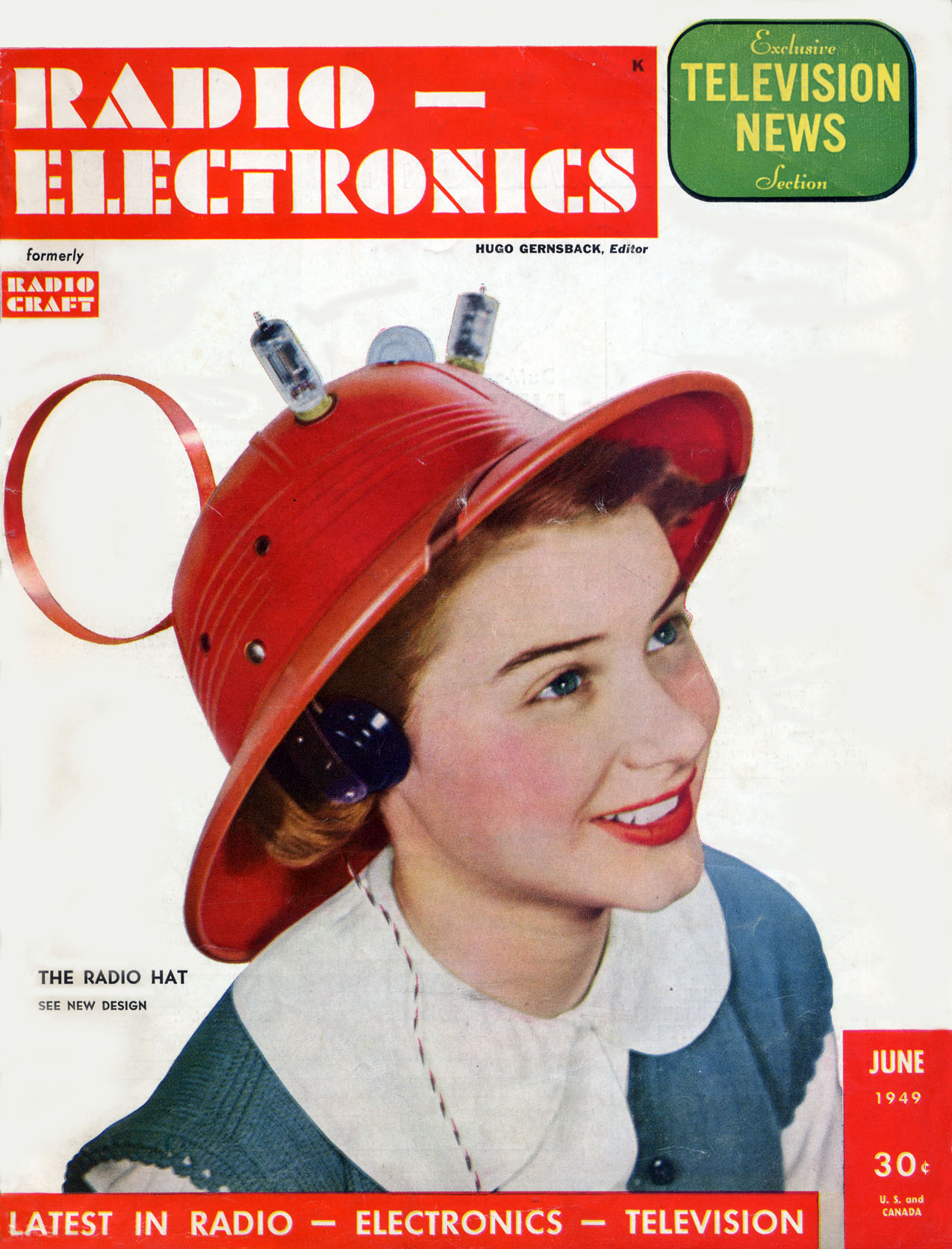
Hope Lange à l'âge de 15 ans avec un Radio Hat sur la couverture d'un magazine américain.

Elle tient le rôle de Joanna Kersey, une victime de meurtre dans Un justicier dans la ville. Elle est Cheryl Walsh dans La Revanche de Freddy.

## Filmographie

### Cinéma

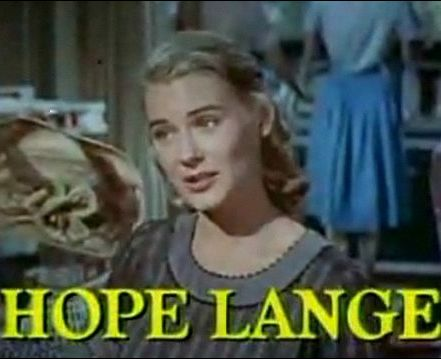
Les Plaisirs de l'enfer (1957).

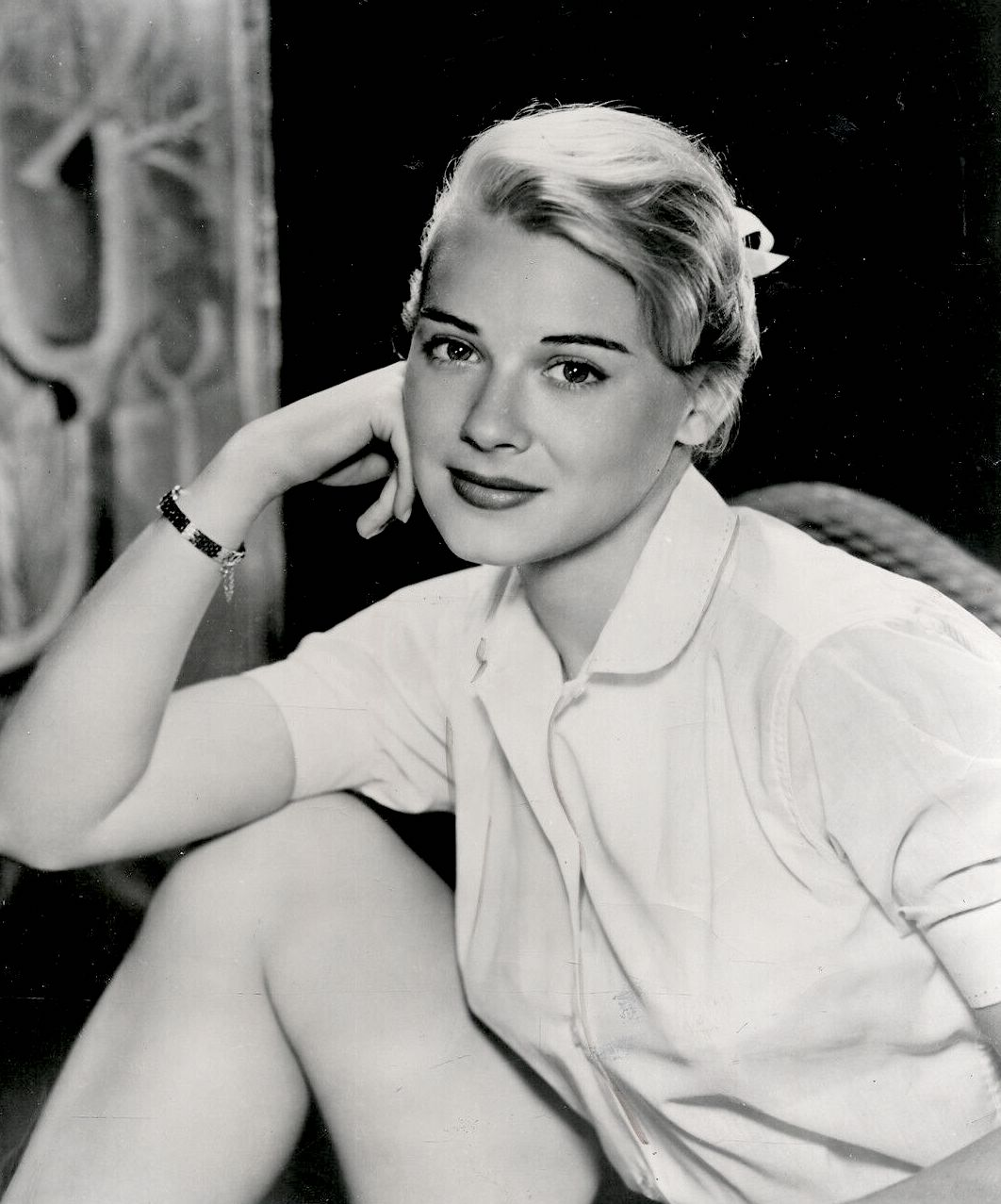
Hope Lange en 1958.

- 1956 : Bus Stop (Bus Stop) de Joshua Logan : Elma Duckworth
- 1957 : Jesse James, le brigand bien-aimé (The True story of Jesse James) de Nicholas Ray : Zee
- 1957 : Les Plaisirs de l'enfer (Peyton Place) de Mark Robson : Selena Cross
- 1958 : Le Bal des maudits (The Young Lions) de Edward Dmytryk : Hope Plowman
- 1958 : Le Temps de la peur (In Love and War) de Philip Dunne : Andrea Lenaine
- 1959 : Rien n'est trop beau (The Best of Everything) de Jean Negulesco : Caroline Bender
- 1961 : Amour sauvage (Wild in the Country) de Philip Dunne: Irene Sperry
- 1961 : Milliardaire pour un jour (Pocketful of Miracles) de Frank Capra : Elizabeth "Queenie" Martin
- 1963 : Le Grand Duc et l'Héritière (Love Is a Ball) de David Swift : Milicent Mehaffey
- 1968 : Les Complices (Jigsaw) de James Goldstone : Helen Atterbury
- 1974 : I Love You... Good-bye : Karen Chandler
- 1974 : Un justicier dans la ville (Death Wish) de Michael Winner : Joanna Kersey
- 1983 : The Prodigal (en) de James F. Collier : Anne Stuart
- 1983 : I'Am the Cheese de Robert Jiras : Betty Farmer
- 1985 : La Revanche de Freddy (A Nightmare on Elm Street Part 2: Freddy's Revenge) de Jack Sholder : Cheryl Walsh
- 1986 : Blue Velvet de David Lynch : Mme Williams
- 1990 : Tante Julia et le scribouillard (Tune in Tomorrow...) de Jon Amiel : Margaret Quince
- 1994 : Danger immédiat (Clear and Present Danger) de Phillip Noyce : Sénatrice Mayo
- 1995 : Juste cause de Arne Glimcher : Libby Prentiss

### Télévision
- 1957-58 : Playhouse 90 (série télévisée) : Raiya / Jessica Lovell / Alex Winter
- 1962 : Cyrano de Bergerac (Téléfilm) : Roxane
- 1966 : Le Fugitif (The Fugitive) (série télévisée) : Annie Johnson
- 1967 : CBS Playhouse (série télévisée) : Lois Graves
- 1968-1970 : Madame et son fantôme (The Ghost & Mrs. Muir) (série télévisée) : Carolyn Muir
- 1970 : Le Terrible Secret (en) (Crowhaven Farm) (Téléfilm) : Maggie Porter
- 1971-1974 : The New Dick Van Dyke Show (série télévisée) : Jenny Preston
- 1972 : That Certain Summer (Téléfilm) : Janet Salter
- 1973 : The 500 Pound Jerk (Téléfilm) : Karen Walsh
- 1974 : I Love You, Goodbye (Téléfilm) : Karen Chandler
- 1974 : Opération serpent (Fer-de-Lance) (Téléfilm) : Elaine Wedell
- 1975 : Medical Story (série télévisée) : Diana Hopkins
- 1975 : The Rivalry (Téléfilm) : Mme Douglas
- 1975 : The Secret Night Caller (Téléfilm) : Pat Durant
- 1976 : Gibbsville (série télévisée) : Harriet
- 1977 : Police Story (série télévisée) : Ann Wells
- 1977 : The Love Boat II (Téléfilm) : Elaine Palmer
- 1978 : La croisière s'amuse (The Love Boat) (série télévisée) : Sandra Newberry
- 1979 : Like Normal People (Téléfilm) : Roz Meyers
- 1980 : The Day Christ Died (en) (Téléfilm) : Claudia
- 1980 : La Plantation ("Beulah Land") (Feuilleton TV) : Deborah Kendrick
- 1980 : Pleasure Palace (Téléfilm) : Madelaine Calvert
- 1982 : Matt Houston (série télévisée) : Kate Riley
- 1983 : L'Île fantastique (Fantasy Island) (série télévisée) : Marion Stamford
- 1983 et 1986 : Hôtel (série télévisée) : Gwen Andrews / Dr. Hannah Fielding
- 1984 : Finder of Lost Loves (en) (série télévisée) : Catherine Smith
- 1985 : Private Sessions (Téléfilm) : Mme Coles
- 1987 : Ford: The Man and the Machine (Téléfilm) : Clara Ford
- 1987 : Trying Times (série télévisée) : Frances Fletcher
- 1987 et 1993 : Arabesque (Murder She Wrote) (série télévisée) : Charlotte Newcastle / Helen Lewis
- 1989 : Knight & Daye (série télévisée) : Gloria Daye
- 1993 : Un singulier divorce (Dead Before Dawn) (Téléfilm) : Virginia DeSilva
- 1993 : Cooperstown (Téléfilm) : Cassie Willette
- 1993 : Souvenir du Viêt-nam (Message from Nam) (Téléfilm) : Marjorie Wilson
- 1998 : Nuit sans sommeil (Before He Wakes) (Téléfilm) : Helen